# バルト・ブレンチェンス
バルト・ブレンチェンス（Bart Brentjens、1968年10月10日 - ）は、オランダ、ハーレン出身の自転車競技（マウンテンバイクレース、クロスカントリー(XC)）選手。
オリンピックの自転車競技、マウンテンバイクレースの初代優勝者である。

## 来歴
1994年
- UCIマウンテンバイクワールドカップ XC部門 総合優勝
- マウンテンバイク世界選手権
  - XC 3位

1995年
- マウンテンバイク世界選手権
  -  XC 優勝
- オランダ選手権 XC 優勝

1996年
- アトランタオリンピック
  -  XC 優勝
- オランダ選手権 XC 優勝

2000年
- オランダ選手権 XC 優勝
- マウンテンバイク世界選手権
  - XC 3位

2001年
- 欧州選手権 XC 優勝
- オランダ選手権 XC 優勝

2002年
- オランダ選手権 XC 優勝

2003年
- バイクマラソン世界選手権 2位
- オランダ選手権 XC 優勝

2004年
- アテネオリンピック
  -  XC 3位
- バイクマラソン世界選手権 3位

2005年
- バイクマラソン世界選手権 2位
- オランダ選手権 XC 優勝

2006年
- オランダ選手権 XC 優勝

2007年
- オランダ選手権 XC 優勝